# Фридрих Хорнеман
Фридрих Конрад Хорнеман (на немски: Friedrich Konrad Hornemann) е германски пътешественик, изследовател на Северна и Западна Африка.

## Биография

### Младежки години (1772 – 1797)
Роден е на 15 септември 1772 година в Хилдесхайм, Свещената Римска империя, в семейството на протестантски пастор. През 1787 година баща му умира и той се установява при своя чичо, директор на гимназия в Люнебург. От 1791 до 1794 година учи теология в Гьотинген, след което е учител в Хановер.
В началото на 1796 година Хорнеман предлага услугите си като изследовател в Африка на Африканската асоциация в Лондон (Асоциация за съдействие на изучаването на вътрешните райони на Африка), чиято цел е да се изследват изворите на Нигер и Нил. Хорнеман е изпратен в Университета в Гьотинген, за да учи арабски и да се подготви за експедиция към неизвестните региони на Северна Африка. През септември 1797 година, финасиран от Асоциацията, той пристига в Египет, където продължава обучението си. При нахлуването на френските войски в страната Хорнеман намира убежище в цитаделата на Кайро, за да се предпази от фанатизма на местното население. Освободен от френските части, той получава покровителството на Наполеон Бонапарт.

### Експедиция в Северна Африка (1798 – 1799)
На 5 септември 1798 година Хорнеман се присъединява към търговци от Фезан, пътуващи с керван, който се завръща от Мека в Магреб. Спътник и преводач на Хорнеман е Йозеф Фройденбург, немец, приел исляма. Хорнеман също се представя като християнин, приел исляма. Той успява да посети оазисите Сива (29°15′ с. ш. 25°30′ и. д. / 29.25° с. ш. 25.5° и. д.), където прави опит да изследва египетските катакомби, и Ауджила (29°00′ с. ш. 21°10′ и. д. / 29° с. ш. 21.166667° и. д.). В Шиаха е обвинен, че е християнски шпионин, поради което Фройденбург изгаря събраните в Сива исторически и ботанически експонати.
На 17 ноември 1798 година Хорнеман пристига в Мурзук (26°00′ с. ш. 14°00′ и. д. / 26° с. ш. 14° и. д.), столицата на Фезан, където заболява от треска и остава до юни 1799 година. Там умира Фройденбург. От Мурзук Хорнеман се отправя към Триполи, откъдето успява да изпрати записките си в Лондон. По време на престоя си във Фезан и Триполитания Хорнеман събира информация по отношение на народите и страните от Западна Сахара и Централен Судан.
В края на 1799 година тръгва от Триполи и се връща в Мурзук с намерение да се отправи към страната на народа хауса. На 7 април 1800 година напуска Мурзук, като се присъединява към керван, пътуващ към Бурну.
След отпътуването на Хорнеман на юг неговите следи се губят. 20 години по-късно в Европа проникват сведения, че той вероятно е достигнал почти до долното течение на река Нигер, където е починал от дизентерия.

## Научно значение
През 1801 година записките на Хорнеман са издадени във Ваймар (на немски: „Tagebuch einer Reise von Cairo bis nach Murzuk in den Jahren 1797 – 1798“, Weimar, 1802.). На следващата година са преведени на английски и издадени в Лондон. Година по-късно трудът на Хорнеман е издаден и на френски език в Париж.
Наблюденията на Хорнеман върху пътя от Кайро до Мурзук и проучването на народите в Западен Судан са оценени високо в Лондон и допринасят значително за подобряване на представите за географията на Северна Африка. Неговото описание и предположения за останките в оазиса на Амон в Сива са потвърдени от Уилям Джордж Браун (1768 – 1813).
Хорнеман е първият европеец след римляните, който пресича Сахара.